# Xorides tuqiangensis
Xorides tuqiangensis är en stekelart som beskrevs av Mao-Ling Sheng 1998. Xorides tuqiangensis ingår i släktet Xorides och familjen brokparasitsteklar. Inga underarter finns listade i Catalogue of Life.